# Иван Хорват (атлетичар)
Иван Хорват (Осијек, 17. август 1993) је хрватски атлетичар специјалиста за скок мотком. Члан је АК Славонија-Жито из Осијека. Тренер му је Јосип Гашпарац. Хорват је актуелни рекордер Хрватске. Иако још јуниор шест пута је поправљао рекод Хрватске по три пута на отвореном и у дворани.
Хорват је освајач сребрне медаље на Светском јуниорском првенству 2012 у Барселони. Учесник је Олимоијских игара 2012. у Лондону, али се није успео квалифоковати за финале.

## Значајнији резултати
| Година | Такмичење                                              | Место     | Пласман | Резултат                            |
| ------ | ------------------------------------------------------ | --------- | ------- | ----------------------------------- |
| 2009.  | Европски Фестивал младих                               | Тампере   |         | 4,75 Архивирано 2013-05-06 на сајту |
| 2009.  | Светско првенство за јуниоре                           | Бресаноне | 8.      | 4,80                                |
| 2010.  | Квалификације за Летње олимпијске игре младих          | Москва    | 2.      | 4,95                                |
| 2010.  | Европско екипно првенство у атлетици 2010 — Друга лига | Београд   | 7.      | 4,80                                |
| 2010.  | Олимпијске игре младих                                 | Сингапур  | 8.      | 4,70                                |
| 2012.  | Светско јуниорско првенство                            | Барселона |         | 5,55                                |
| 2012.  | Олимпијске игре                                        | Лондон    | = 20.   | 5,35                                |